# مخلاف ذمار
مخلاف ذمار أحد المخاليف اليمنية القديمة التي كان معمول بها قبل سيطرة العثمانيين على اليمن واحتلال بريطانيا لعدن، وتتبع حالياً محافظة ذمار